# Bernard Ferdinand Popp
Bernard Ferdinand Popp (* 6. Dezember 1917 in Nada; † 27. Juni 2014 in San Antonio, Texas) war ein US-amerikanischer römisch-katholischer Geistlicher und Weihbischof in San Antonio.

## Leben
Bernard Ferdinand Popp empfing nach seiner philosophischen und theologischen Ausbildung am 1. Mai 1941 die Priesterweihe. Er war in der Erzdiözese San Antonio tätig, unter anderem 23 Jahre lang als Sekretär von Erzbischof Robert Emmet Lucey. Er war Pfarrer der Pfarrgemeinden St. Mary Magdalen und St. Paul sowie Gründungspfarrer der Gemeinde Holy Spirit. Er war Rektor der Kathedrale San Fernando in San Antonio, Texas und Personaldirektor des Erzbistums.
Popp wurde am 3. Juni 1983 von Papst Johannes Paul II.  zum Weihbischof in San Antonio sowie zum Titularbischof von Capsus ernannt. Der Erzbischof von San Antonio, Patrick Fernández Flores, spendete ihm am  25. Juli desselben Jahres die Bischofsweihe; Mitkonsekratoren waren John Louis Morkovsky, Bischof von Galveston-Houston, und Hugo Mark Gerbermann MM, emeritierter Weihbischof in San Antonio.
Am 23. März 1993 nahm Papst Johannes Paul II. seinen altersbedingten Rücktritt an. Er war weiterhin als Vikar in der Gemeinde St. Benedict tätig. Seit 2003 lebte er in der Casa de Padres.